# یوروکوفو
یوروکوفو (به بلغاری: Yurukovo) روستایی در بلغارستان است که در استان بلاگووگراد واقع شده‌است.